# Gus Yatron
Gus Yatron (ur. 16 października 1927, zm. 13 marca 2003) – amerykański polityk, członek Partii Demokratycznej. W latach 1969–1993 był przedstawicielem szóstego okręgu wyborczego w stanie Pensylwania w Izbie Reprezentantów Stanów Zjednoczonych.